# Sexe en grup

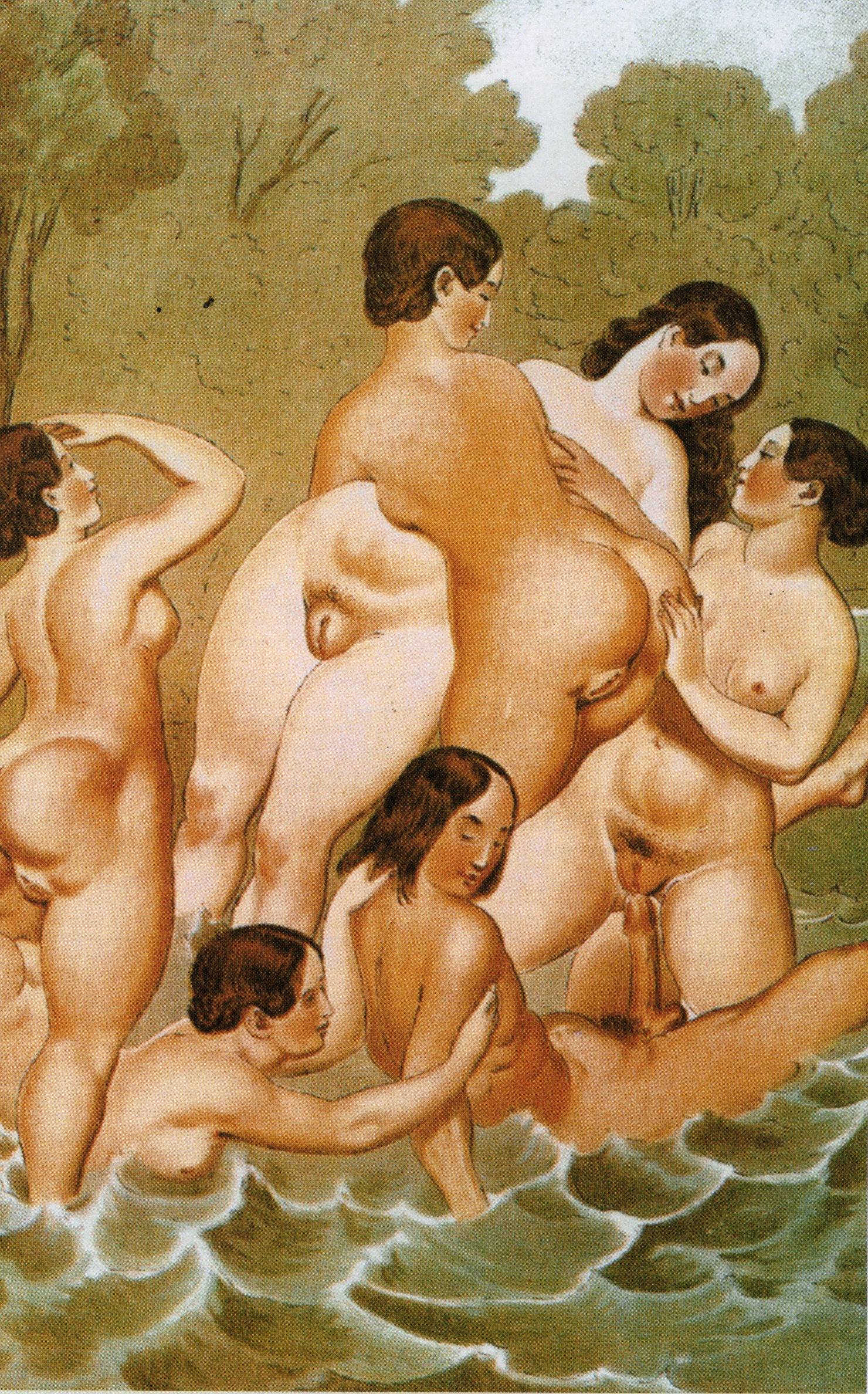
Escena eròtica (1835) de Peter Fendi que representa participants practicant sexe en grup

El sexe en grup és una activitat sexual en què participen més de dues persones. Els participants en relacions sexuals en grup poden ser de qualsevol orientació sexual o gènere. Es pot adoptar qualsevol forma d'activitat sexual per involucrar més de dos participants, però algunes formes tenen noms propis.
El sexe en grup té lloc més habitualment en festes sexuals privades o reunions semipúbliques d'intercanvi de parelles, però també pot tenir lloc en salons de massatges o bordells o, en algunes jurisdiccions, en llocs construïts expressament, com ara Club swinger. En llocs on el sexe no monògam és tabú o il·legal, el sexe en grup pot tenir lloc en llocs privats o clandestins, com ara cases particulars, habitacions d'hotel o clubs privats.
Les fantasies de sexe en grup són extremadament comunes tant entre homes com entre dones. Els subjectes de Kinsey van reportar moltes formes de comportament sexual, però el lloc web oficial de Kinsey Reports no esmenta els trios ni el sexe en grup en el resum de les troballes de Kinsey.
El sexe en grup és un subgènere popular en les pel·lícules pornogràfiques.

## Termes
En principi, qualsevol comportament sexual dut a terme per més de dues persones es pot anomenar sexe en grup, però s'utilitzen diversos termes per descriure actes particulars o combinacions de persones. Molts swingers argumenten que els no swingers han confós els termes per manca de comprensió i que hi ha diferències clares entre els termes amb significats específics pel que fa al nombre, la intenció, l'orientació sexual i la familiaritat de les persones implicades.
- Masturbació en cercle: Masturbació en grup entre homes, normalment asseguts en una mena de formació en cercle.
- Cadena de margarides: Un grup de participants es practica cunnilingus o fel·lació els uns als altres en formació circular, permetent que cada participant doni i rebi sexe oral simultàniament.
- Gang bang: Un nombre de persones que realitzen actes sexuals sobre una persona, ja sigui per torns o alhora. Les relacions sexuals amb diverses dones en què un home és el focus central s'anomenen gang bang invers.
- Trio o relació a tres bandes: Tres persones mantenint relacions sexuals, no necessàriament simultàniament.
- Quartet o a quatre bandes: Sexe entre quatre persones.
- Doble penetració: Quan una persona és penetrada a la vagina i/o a l'anus per dues persones alhora. Això sol passar quan una persona entra a l'anus mentre una altra entra a la vagina; tanmateix, també es refereix a dues penetracions simultànies al mateix orifici.
- Sexe en grup monògam o sexe a la mateixa habitació (també conegut com a intercanvi suau): parelles que mantenen activitats sexuals a la mateixa habitació però en parelles separades, sense intercanvi de parelles ni cap altra activitat sexual important entre les parelles.
- Espintrià: Terme utilitzat per Suetoni per descriure les pràctiques sexuals en grup practicades per l'emperador Tiberi a Capri.[3]

## Tipus de festa sexual

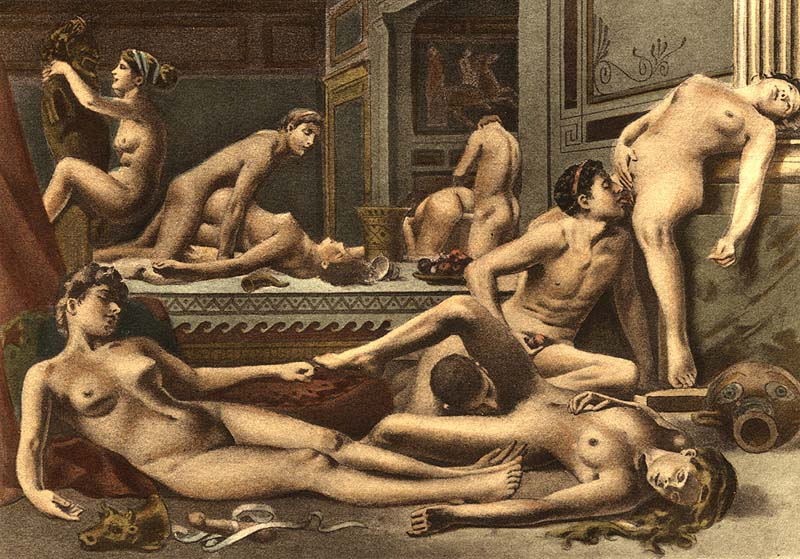
Il·lustració d'una orgia d'Édouard-Henri Avril

### Orgia
Una orgia és una reunió on els convidats participen lliurement en activitats sexuals obertes i sense restriccions o sexe en grup; i una orgia bunga bunga és una orgia en què els participants tenen relacions sexuals sota l'aigua, com ara en una piscina o en un jacuzzi.

### Festa d'intercanvi de parelles
Una festa d'intercanvi de parelles o swingers és una reunió en què individus o parelles en una relació compromesa poden participar en activitats sexuals amb altres persones com a activitat recreativa o social.

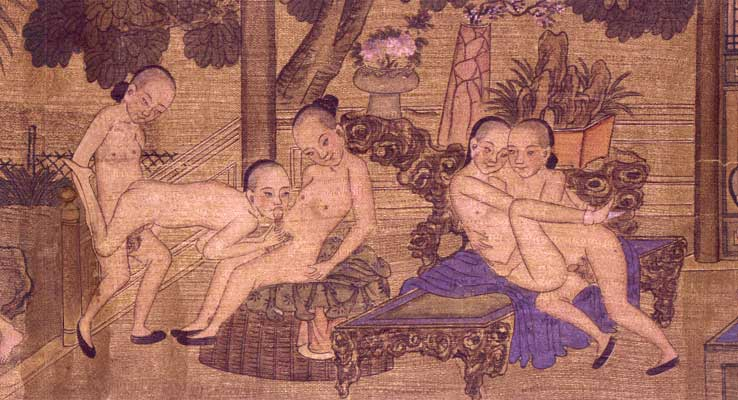
Orgia íntegrament masculí del segle XIX (xinès)

Les festes de swingers poden incloure diverses activitats sexuals en grup. Les parelles poden participar en sexe amb penetració, conegut com a "intercanvi complet", o optar per un "intercanvi suau", en què només participen en sexe sense penetració. Les noves parelles que intercanvien matrimonis sovint opten per un intercanvi suau abans de sentir-se còmodes amb un intercanvi complet, tot i que moltes parelles mantenen l'intercanvi suau per motius personals. El "soft swinging" és quan una parella participa en activitats sexuals només entre si mentre altres parelles realitzen actes sexuals a prop. Tècnicament això és una forma d'exhibicionisme més que no pas "sexe en grup" per se.

## Salut

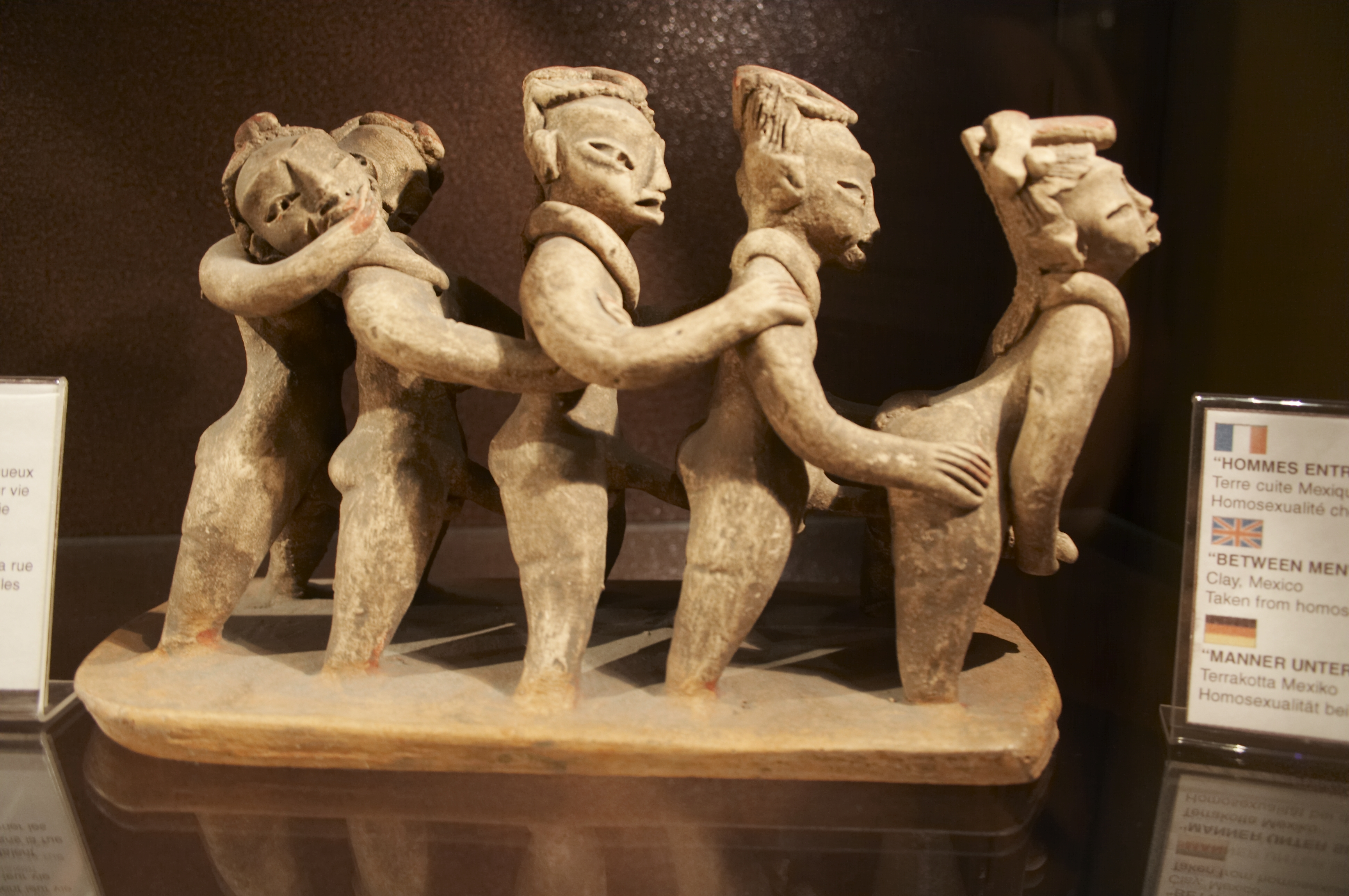
Penetració entre cinc homes (precolombina)

Com passa amb tota activitat sexual, els riscos relatius del sexe en grup depenen de les activitats específiques que es realitzen, tot i que tenir un gran nombre de parelles sexuals augmenta el risc d'exposició a infeccions de transmissió sexual (ITS).
Des de mitjans de la dècada de 1980 hi va haver una pressió activa contra els banys públics gais, culpant-los de la propagació de les ITS, en particular el VIH, i això va forçar el tancament en algunes jurisdiccions, sobretot als Estats Units. El sociòleg Stephen O. Murray escriu que «mai es va presentar cap prova que anar a banys públics fos un factor de risc per contraure la sida». Aquesta afirmació ignorava el fet que s'havien fet pocs estudis. Estudis posteriors han confirmat un risc més elevat d'ITS a les cases de bany. En altres països, els temors sobre la propagació de les ITS han provocat el tancament de banys públics —amb les seves sales privades— a favor de clubs de sexe, on tota l'activitat sexual té lloc a l'aire lliure i pot ser observada per monitors, la feina dels quals és fer complir les pràctiques sexuals més segures.
Els defensors afirmen que els llocs on es practica sexe en grup sovint proporcionen preservatius, barreres dentals, guants de làtex, lubricants i altres articles per a sexe més segur, tot i que no poden demostrar que aquests articles s'utilitzin i que el seu ús no sol ser obligatori. Els banys públics, en particular, són una font important d'informació sobre sexe més segur: proporcionen fullets i publiquen pòsters de sexe més segur en llocs destacats (sovint a les parets de cada habitació, així com a les zones comunes), proporcionen preservatius i lubricants gratuïts i sovint exigeixen als clients que afirmin que només tindran sexe més segur a les instal·lacions.

## Prevalença
En una enquesta dels EUA del 2015, un percentatge significativament més gran d'homes que de dones van respondre que havien tingut alguna experiència de sexe en trios al llarg de la seva vida (17,8 vs 10,3) o en grup (11,5 vs 6,3).

## Dret
La Llei de Delictes Sexuals de 1967 va despenalitzar els actes homosexuals entre dos homes majors de 21 anys en privat a Anglaterra i Gal·les; tanmateix, les restriccions de privacitat de la Llei impedien que una tercera persona no pogués participar en el sexe ni tan sols estar-hi present, així com que els dos homes no podien tenir relacions sexuals en un hotel. Aquestes restriccions van ser anul·lades pel Tribunal Europeu de Drets Humans l'any 2000.
La secció 20A de la Llei d'immoralitat de 1957, coneguda comunament com la clàusula dels "homes a una festa", era una llei sud-africana que criminalitzava tots els actes sexuals entre homes que es produïen en presència d'una tercera persona. La secció va ser promulgada per la Llei d'esmena de la immoralitat de 1969 i va romandre en vigor fins que el Tribunal Constitucional la va declarar inconstitucional el 1998 en el cas de la Coalició Nacional per a la Igualtat de Gais i Lesbianes contra el Ministre de Justícia.
Una denúncia d'assetjament sexual presentada contra Mitsubishi Motor Manufacturing of America per la Comissió per a la Igualtat d'Oportunitats en l'Ocupació (EEOC) el 1996 va posar de manifest la participació corporativa de Mitsubishi en festes sexuals organitzades per directius i altres empleats.
El sexe en grup és il·legal a la Xina, a causa de l'article 301 de la Llei penal xinesa de 1997, que prohibeix el "llibertinatge en grup".
Al Canadà, en una decisió del 2002 sobre un cas en què tres persones van mantenir relacions sexuals, el Tribunal del Banc de la Reina d'Alberta va declarar nul·la la secció 159 del Codi Penal en la seva totalitat, incloses les disposicions que criminalitzen el sexe anal quan hi participen o hi són presents més de dues persones. El juny de 2019, el projecte de llei C-75 va ser aprovat per les dues cambres del Parlament del Canadà i va rebre la sanció reial, derogant la secció 159 amb efecte immediat.

## Representacions mediàtiques
Les festes sexuals, sota diversos noms, han estat un focus comú de pànic moral alimentat per informes dels mitjans de comunicació que afirmen que aquestes festes són freqüents o que creixen en prevalença, especialment entre els adolescents.
Amb certa regularitat, apareixen informes sensacionals als mitjans de comunicació sobre la prevalença de les festes sexuals, especialment entre els joves. A principis dels anys cinquanta, per exemple, es va al·legar que les adolescents, principalment al sud i al mig oest dels Estats Units, formaven "clubs de no verges", en els quals organitzaven i celebraven orgies sexuals, amb informes de parelles que s'aparellaven extraient números d'un barret. Aquestes afirmacions van ser investigades i desmentides.
Diverses històries d'aquest tipus van sorgir als Estats Units el 2003. A Nova York, van començar els rumors que els adolescents s'havien estat agafant dies lliures de l'escola per assistir a "festes lligades" mentre els seus pares eren a la feina. Una escola fins i tot va suspendre un grup de noies per presumptament faltar a classe per assistir a una festa d'aquest tipus, negant-se a deixar-les tornar a l'escola fins que cadascuna s'hagués sotmès a un examen mèdic per infeccions de transmissió sexual i embaràs, i es va permetre als funcionaris de l'escola examinar els resultats. La Unió per les Llibertats Civils de Nova York va presentar una demanda federal contra l'escola en nom de les noies i va obtenir un acord que incloïa danys monetaris i un canvi en la política del districte escolar.
Una festa de l'arc de Sant Martí és una llegenda urbana sense fonament que es va estendre des de principis dels anys 2000. En aquests esdeveniments, segons sembla, les dones que portaven pintallavis de diversos tons es feien fel·lacions als mascles per torns, deixant diversos colors als seus penis, ignorant el fet que en una situació així els colors es barrejarien. Les festes arc de Sant Martí van ser cobertes al programa The Oprah Winfrey Show el 2003 i van esdevenir el tema d'una novel·la juvenil anomenada Rainbow Party. El 27 de maig de 2010, el programa de televisió The Doctors va parlar del tema amb desenes d'adolescents, pares i professionals. Tanmateix, els investigadors sexuals i els professionals de la salut adolescent no han trobat cap evidència de l'existència de les festes arc de Sant Martí i, per tant, atribueixen la propagació de les històries a un pànic moral.
En aquell moment també van sorgir històries similars sobre adolescents que utilitzaven polseres de gel com a cupons o senyals per a relacions sexuals, amb una manca similar de proves que les corroboressin.